# 11325 Slavický
11325 Slavický è un asteroide della fascia principale. Scoperto nel 1995, presenta un'orbita caratterizzata da un semiasse maggiore pari a 2,5412102 UA e da un'eccentricità di 0,1346021, inclinata di 1,34987° rispetto all'eclittica.